# Bogoro
Bogoro ist ein osttimoresischer Ort im Suco Motaulun (Verwaltungsamt Bazartete, Gemeinde Liquiçá).

## Geographie und Einrichtungen
Das Dorf Bogoro liegt auf einer Meereshöhe von 149 m im Nordwesten der Aldeia Classo. Westlich fließt der Failebo, östlich ein Seitenarm des Flusses und südlich schließt sich der Ort Mau-Luto an. Nach Norden führt eine Straße zum Küstenort Raucassa.
In Bogoro stehen eine Grund- und eine Prä-Sekundarschule. Eine Sekundarschule befand sich 2023 im Bau.